# جيوزيبي بيافا
جيوزيبي بيافا (مواليد 8 مايو 1977 في سيرياتي - إيطاليا) (بالإيطالية: Giuseppe Biava)‏ لاعب كرة قدم إيطالي يلعب حاليا لصالح نادي الدرجة الأولى لاتسيو الإيطالي منذ 2010 في مركز قلب الدفاع . .

## روابط خارجية
- جيوزيبي بيافا على موقع قاعدة بيانات كرة القدم.إي يو (الإنجليزية)
- جيوزيبي بيافا على موقع Soccerway.com (الإنجليزية)
- جيوزيبي بيافا على موقع عالم كرة القدم.نت (الإنجليزية)
- جيوزيبي بيافا على موقع كووورة
- جيوزيبي بيافا على موقع AS.com (الإسبانية)